# Riddervissen
De riddervissen (Equetus) zijn een geslacht van straalvinnige vissen uit de familie van de ombervissen (Sciaenidae). Het geslacht werd voor het eerst wetenschappelijk beschreven in 1815 door Constantine Samuel Rafinesque.

## Soorten
De volgende soorten zijn bij het geslacht ingedeeld:
- Equetus lanceolatus (Linnaeus, 1758) – Gebande riddervis
- Equetus punctatus (Bloch & Schneider, 1801) – Gevlekte riddervis